# Jean-Marie Beaudet

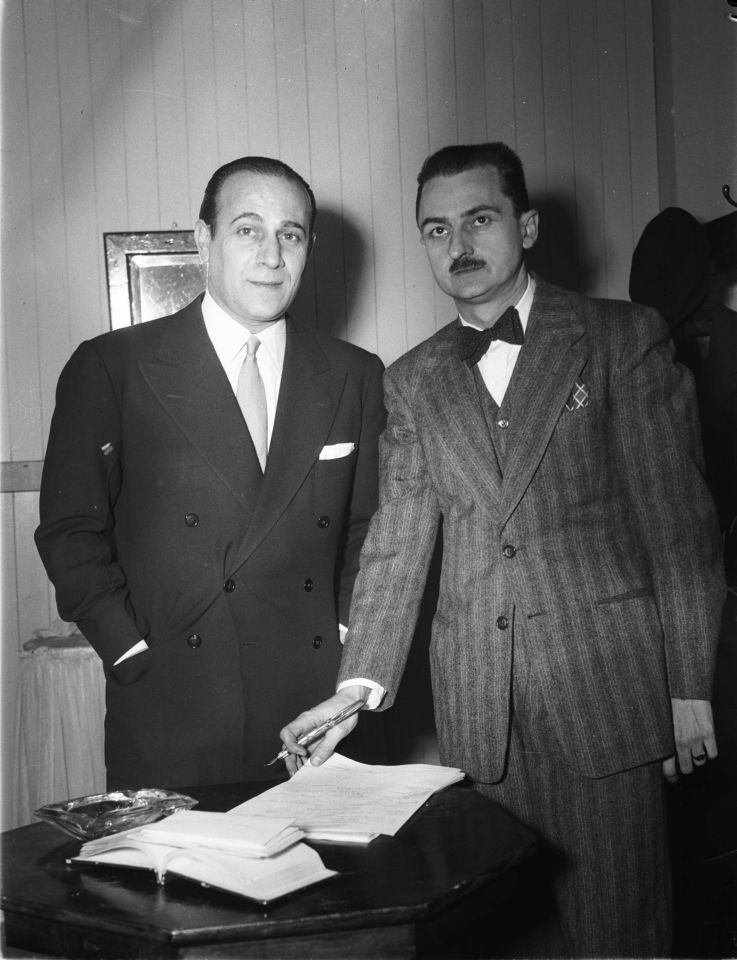
Tino Rossi und Jean-Marie Beaudet

Jean-Marie Beaudet (* 20. Februar 1908 in Thetford Mines, Québec; † 19. März 1971 in Ottawa) war ein kanadischer Dirigent, Pianist und Organist.

## Leben und Wirken
Der Bruder des Pianisten Pierre Beaudet hatte Klavier- und Orgelunterricht am Collège de Lévis bei Pater Alphonse Tardif und studierte dann am Séminaire de Québec bei Henri Gagnon und Robert Talbot. 1929 erhielt er einen „Prix d’Europe“ und studierte bis 1932 in Frankreich, zunächst am American Conservatory bei Pierre Lucas, später am Conservatoire de Paris bei Yves Nat, Marcel Dupré und Louis Aubert.
Er unterrichtete dann an der Universität Laval und wurde Organist an der St-Dominique Church in Québec. Zwischen 1935 und 1937 trat er außerdem mit der Société des concerts symphoniques de Montréal (Montreal Symphony Orchestra) als Pianist und (auf Einladung von Wilfrid Pelletier) als Dirigent auf.
Von 1937 bis 1947 war Beaudet bei der CBC nacheinander Programmdirektor für die Region Québec, Programmdirektor für das französische Netzwerk und Repräsentant des französischen Netzwerkes für den pazifischen Raum. Er dirigierte für den Rundfunk der CBC Werke wie Hector Berlioz’ L’enfance du Christ, Gabriel Faurés Requiem, Arthur Honeggers Le Roi David und Gabriel Piernés Les Enfants à Bethléhem. Unter seiner Verantwortung vergab die CBC an Healey Willan Kompositionsaufträge zu den Opern Transit through Fire (1942) und Deirdre of the Sorrows (1945).
Für die NBC-Sendereihe Music of the New World dirigierte Beaudet unter dem Titel „Canadian Music in Wartime“ Werke von Lucio Agostini, Arthur Benjamin, Frank Blachford, Maurice Blackburn, Alexander Brott, Claude Champagne, Jean Coulthard, Robert Farnon, Robert Fleming, Jean-Josaphat Gagnier, Hector Gratton, Arnold Walter, John Weinzweig, Healey Willan und anderen.
1946 debütierte er als Dirigent in Europa beim Prager Frühling mit der Tschechischen Philharmonie. 1948–49 betreute er für das internationale Rundfunkprogramm der CBC die Sendereihe Music and Musicians of Canada, in der er dem internationalen Publikum kanadische Komponisten wie Violet Archer, Maurice Blackburn, Alexander Brott, Claude Champagne, Jean Coulthard, Roger Matton, Pierre Mercure, François Morel, Jean Papineau-Couture, Barbara Pentland, Harry Somers und  John Weinzweig nahebrachte.
Von 1947 bis 1952 unterrichtete am Conservatoire de musique du Québec, wo er eine Orchesterklasse leitete, und an der École Vincent-d’Indy. Seine bekanntesten Schüler waren hier Jocelyne Binet, Josephte Dufresne und Elayne Julien. Daneben trat er als Klavierbegleiter von Raoul Jobin, Marjorie Lawrence, Ezio Pinza, Georges Thill und Ninon Vallin und als Duopartner der Pianistin Jeanne Landry auf. 1949 dirigierte er beim Montreal Festival eine Aufführung von Puccinis Tosca, in der Minute Opera führte er Milhauds Le pauvre matelot auf.
Nach einem Studienaufenthalt in Paris war er von 1953 bis 1957 Direktor für Programmplanung und Produktion des CBC-Rundfunks in Toronto. In dieser Zeit dirigierte er im Rundfunk- und Fernsehprogramm mehrere bedeutende Opern internationaler Komponisten, darunter Gabriel Piernés Les Enfants à Bethléhem 1954, Giacomo Puccinis La Bohème, Maurice Ravels L’Heure espagnole, Claude Debussys Pelléas et Mélisande und Christoph Willibald Glucks Alceste 1955, Bohuslav Martinůs Komödie auf der Brücke und Jules Massenets Werther 1956, Jean-Philippe Rameaus Hippolyte et Aricie, Charles Gounods Mireille und Georges Bizets Carmen 1957. Mit dem CBC Symphony Orchestra spielte er die kanadischen Erstaufführungen von Paul Dukas’ Sinfonie und Olivier Messiaens Turangalîla-Sinfonie.
Von 1957 bis 1959 war Beaudet Vertreter der CBC in Paris. Danach war er bis 1964 wieder in Kanada in verschiedenen Funktionen bei der CBC tätig und trat als Dirigent in Fernsehprogrammen und beim Montreal Festival auf. Von 1964 bis zu seinem Tode war er musikalischer Direktor des National Arts Centre, dessen ständiges Orchester er gründete. 1971 erhielt er posthum die Canadian Music Council Medal. 1988 stiftete der Canada Council den „Jean-Marie Beaudet Award“ für junge Dirigenten.

## Bibliographie
- Beaudet, Josée. Jean-Marie Beaudet, l’homme-orchestre: récit biographique et chronologie musicale. [Anjou, Québec]: Fides, 2014. 296 S.